# Елизаров, Виктор Дмитриевич
Ви́ктор Дми́триевич Елиза́ров — (7 (20) августа 1911,, д. Пашково, Венёвский уезд, Тульская губерния — 20 февраля 1995, Киев) — советский, украинский архитектор. Народный архитектор СССР (1973). Лауреат Ленинской премии (1984). 

## Биография
Виктор Елизаров родился 7 (20) августа 1911 года (по другим источникам — 25 июля (7 августа) 1911 года) в деревне Пашково (ныне в Узловском районе Тульской области).
В 1937 году окончил Московский архитектурный институт, учился у академика И. А. Фомина, профессора И. В. Рыльского и Н. Марковникова, был помощником у академика архитектуры И. В. Жолтовского. Руководителем дипломного проекта был архитектор А. В. Власов, с которым будет связана дальнейшая его работа.
После окончания института работал в Донбассе (работа над экспериментальными проектами поселковых и сельских жилых домов), затем — в Москве, где совместно с А. Власовым и В. Москвиным молодой архитектор работал над проектом Ботанического сада АН СССР, участвовал в проектировании зданий ЦПКиО имени А. М. Горького.
Во время войны работал архитектором, главным архитектором в Военпроекте Московского военного округа, проектируя и осуществляя строительство оборонительных сооружений города.
С 1944 года назначен руководителем архитектурных мастерских (впоследствии — проектный институт «Киевпроект») и заместителем главного архитектора Киева. Он возглавлял работы по реконструкции площади Богдана Хмельницкого, разработал проект и руководил реконструкцией бульвара Тараса Шевченко. В течение 1949—1957 годов был одним из разработчиков проекта восстановления и застройки Крещатика (в соавторстве с А. Власовым, А. Добровольским, Б. Приймаком и др.).
На ул. Крещатик, 26 по проекту архитектора в 1952 году построенное здание Телевизионного центра, в 1955 году в соавторстве с Л. Куликовым, А. Осмером, Н. Шило и Г. Кульчицким спроектировал здание бывшего Министерства сельского хозяйства Украинской ССР (ул. Крещатик, 24). Один из соавторов станции метро «Крещатик» (1960).
Благодаря его ходатайству во время реконструкции и восстановления главной улицы Киева до конца XX века на Крещатике не сносили уцелевшее после войны здание старого почтамта (ул. Крещатик, 5). Во время реконструкции в 1955—1958 годах в этом доме, который выступал за «красную линию», была устроена пешеходная галерея. К сожалению, этот дом был снесен в начале 2000-х годов ради возведения на его месте «небоскреба». В 1964 году в соавторстве с Н. Б. Чмутиной и другими архитекторами спроектировал гостиницу «Днепр» (ул. Крещатик, 1/2).
В сотрудничестве с коллегами спроектировал немало сооружений в Киеве, среди них: комплекс нового Киевского аэропорта Жуляны (1946—1949), клуб железнодорожников в Дарнице (1950), комбинат печати на Брест-Литовском проспекте (ныне — проспект Победы, 1958—1965). Архитектор принял активное участие в разработке проекта генерального плана Выставки достижений народного хозяйства Украинской ССР (ныне — Национальный Экспоцентр Украины) и его выставочных павильонов, в частности, Павильон зерновых и масличных культур (1957).
Его научные исследования и проектные разработки стали толчком для введения в широкую практику новых типов жилых домов, в частности, комплекс крупноблочных домов в Жданове (ныне — Мариуполь) (1952—1955) экспериментальные жилые дома в Харькове (1955—1956) крупнопанельные здания на Алексеевской улице (1957—1961) и пяти-и двенадцатиэтажные крупнопанельные экспериментальные дома в жилых массивах Киева (1961—1965).
В 1953 году защитил диссертацию «Тонкостенная керамика в архитектуре жилых домов», в 1963 году защитил докторскую диссертацию. Среди научных трудов, ставших классическими в архитектуре, были «Строительная семилетка Украине» (1960), «Пути дальнейшего развития индустриализации, улучшения качества и снижения стоимости жилищно-гражданского строительства в г. Киеве» (1962), «Строительство и архитектура. Жилые дома» (1964), «Массовое жилищное строительство» (1966).
В 1948—1963 годах работал в Академии архитектуры Украинской ССР (с 1950 года был избран членом-корреспондентом Академии архитектуры, после реорганизации — действительным членом Академии строительства и архитектуры Украинской ССР (1958), с 1961 года — её вице-президентом, а в 1992 году — почетным членом Украинской академии архитектуры). Он руководил научной деятельностью институтов Академии в области разработки новых прогрессивных типов жилья, в частности деятельностью Киевского инженерно-строительного института (ныне — Киевский национальный университет строительства и архитектуры), НИИ архитектуры сооружений, институтов — «Киевпроект» и «Гипроград». С 1964 по 1975 годы был заместителем, а затем — первым заместителем председателя Госстроя Украинской ССР.
В 1973 году разработал проект двадцатиэтажной гостиницы «Киев» (ул. Михаила Грушевского, 26/1). На время постройки это было самое высокое здание в Украинской ССР.
В начале 1970-х годов начинается строительство мемориального комплекса «Украинский государственный музей истории Великой Отечественной войны 1941—1945 годов» (ныне — Национальный музей истории Великой Отечественной войны 1941—1945 годов). Его форпроект разработали скульптор Е. Вучетич и архитектор Е. Стамо. В. Елизаров руководил творческой группой ведущих архитекторов Киева и Москвы. Архитектор справился с задачей и начиная с 9 мая 1981 Киев уже не представляется без музея Великой Отечественной войны, монумента «Родина-мать». За весомый вклад в создание мемориального комплекса он и другие участники проекта были награждены Ленинской премией (1984).
Во время строительства музея на склонах Днепра был создан Печерский ландшафтный парк. На его территории проложили дорожки, обустроили площадки для отдыха, разбили газоны и цветники. В конце 1980-х годов в центральной части парка были созданы Певческое поле.
Член ВКП(б) с 1944 года.
Умер Виктор Елизаров 20 февраля 1995 года в Киеве.

## Награды и звания
- Заслуженный архитектор Украинской ССР (1970)
- Народный архитектор СССР (1973)
- Ленинская премия (1984) — за мемориальный комплекс «Украинский государственный музей истории Великой Отечественной войны 1941—1945 годов» в Киеве
- Орден Октябрьской Революции (1971)
- Орден Трудового Красного Знамени (1958)
- Орден Знак Почёта (1966)
- Медаль «Ветеран труда»
- Медаль «В ознаменование 100-летия со дня рождения Владимира Ильича Ленина»
- Медаль «Тридцать лет Победы в Великой Отечественной войне 1941-1945 гг.»

## Основные сооружения
- Памятник Ленину в Киеве (скульптор С. Д. Меркуров, архитекторы А. В. Власов и В. Д. Елизаров 1946),
- Планировка и застройка Крещатика (1949—1957)
- Аэропорт Жуляны (руководитель проекта) (1949),
- Киевский телецентр на Крещатике (1952),
- Выставка передового опыта в народном хозяйстве УССР (1951—1958),
- Станция метро «Крещатик» (1960),
- Гостиница «Днепр» (1964),
- Гостиница «Лыбедь» в Киеве — пл. Победы, 1 (1970; в соавторстве)[4].
- Гостиница «Киев» (1973; в соавторстве)[4],
- Национальный музей истории Великой Отечественной войны (руководитель проекта) (1974)
- Монумент «Родина-Мать» (1981).

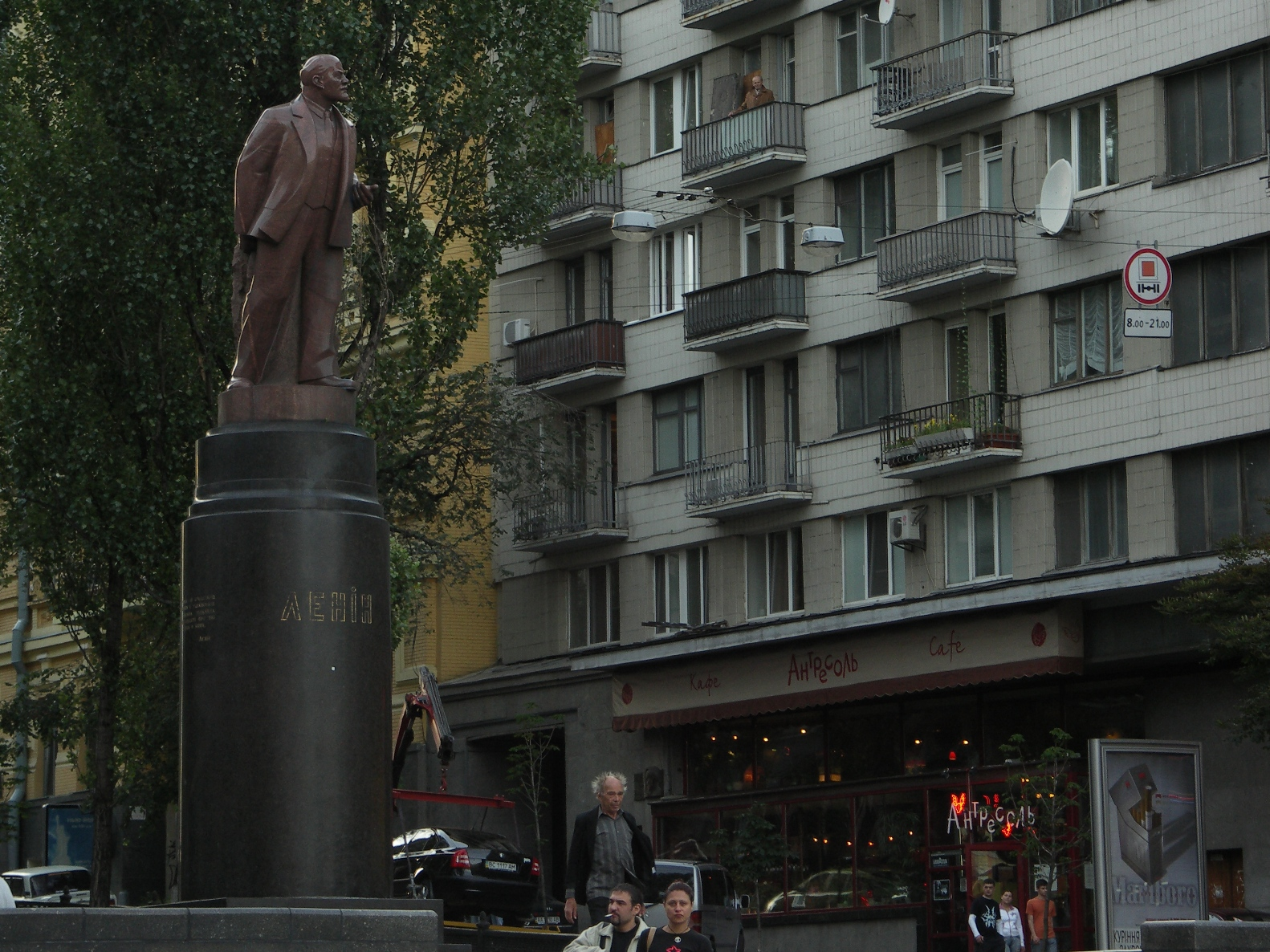
Памятник В. И. Ленину
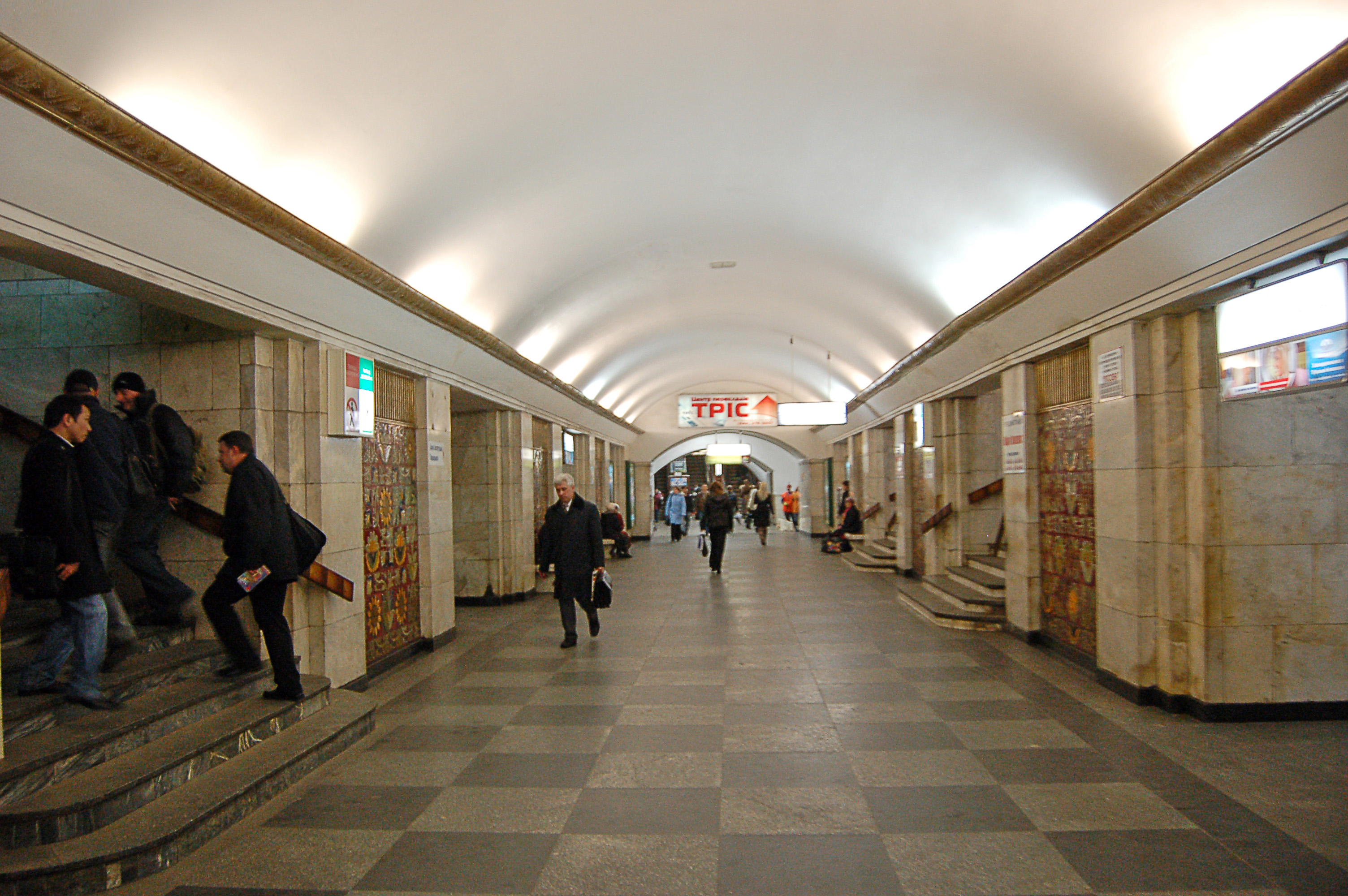
Станция метро «Крещатик»
Гостиница «Днепр»